# Trip.com Group
Trip.com Group (anciennement Ctrip.com International) est un fournisseur de services de voyages regroupant les agences de voyages en ligne Trip.com, Skyscanner, Qunar et Ctrip.com, fondé en 1999. L'entreprise propose des réservations d'hôtels, de tickets de transports (avion, train, bus) et de voyages organisés.

## Historique
La compagnie est fondée en 1999 à Shanghai par James Liang (en), Neil Shen, Min Fan et Ji Qi.
Elle est introduite en bourse au NASDAQ en 2003, avec l'aide de Merrill Lynch. Lors de la première journée, sa valeur passe de 18 $ à l'ouverture à 33,94 $ à la fermeture. La même année, selon la compagnie, près de 300 000 chambres d'hôtels ont pu être réservées, permettant à la société d'engendrer 3,5 millions de dollars de recettes.
En 2006, 70 % les ventes de la compagnie provenaient de quatre villes en Chine : Pékin, Canton, Shanghai et Shenzhen.
En août 2014, la compagnie reçoit un investissement de 500 millions de dollars du groupe Priceline.
Une année après, Priceline déverse de plus 250 millions de dollars dans Ctrip. En 2016, la compagnie américaine a réalisé un troisième investissement dans la société siégeant en Chine. L'entreprise Baidu a également participé à cet échange.
En novembre 2016, Ctrip acquiert la compagnie de voyages Skyscanner pour 1,74 milliard de dollars.
En 2017, l'entreprise rachète la start-up américaine Trip.com,. En septembre 2019 Ctrip prend le nom de sa filiale et devient Trip.com Group. 

## Management
Avec l'université Stanford et l'université de Pékin[réf. nécessaire], la compagnie effectue des expériences management basées sur l'analyse de données,.

## Actionnaires
Liste des principaux actionnaires au 20 mai 2019.
| Nom                               | %     |
| T. Rowe Price Associates          | 5,72% |
| Baillie Gifford & Co.             | 4,33% |
| OppenheimerFunds, Inc.            | 3,32% |
| Morgan Stanley Asia Ltd.          | 2,92% |
| The Vanguard Group, Inc.          | 2,55% |
| Artisan Partners LP               | 2,51% |
| Fisher Asset Management           | 1,83% |
| Capital Research & Management Co. | 1,73% |
| SSgA Funds Management, Inc.       | 1,72% |
| Wellington Management Co. LLP     | 1,56% |